# Tennis op de Middellandse Zeespelen 2001
Tennis is een van de sporten die beoefend werden tijdens de Middellandse Zeespelen 2001 in Tunis, Tunesië. Er waren vier onderdelen: twee voor mannen, twee voor vrouwen.

## Uitslagen

#### Mannen
| Event      | Goud                                             | Zilver                                      | Brons                           |
| ---------- | ------------------------------------------------ | ------------------------------------------- | ------------------------------- |
| Enkelspel  | Konstantinos Ikonomidis                          | Leonardo Azzaro                             | Mehdi Tahiri                    |
| Dubbelspel | Konstantinos Ikonomidis en Anastasios Vasiliadis | Abdelhak Hameurlaine en Noureddine Mahmoudi | Mounir El Aarej en Mehdi Tahiri |

#### Vrouwen
| Event      | Goud                               | Zilver                                                | Brons                              |
| ---------- | ---------------------------------- | ----------------------------------------------------- | ---------------------------------- |
| Enkelspel  | Bahia Mouhtassine                  | Eléni Daniilídou                                      | Lourdes Domínguez Lino             |
| Dubbelspel | Eléni Daniilídou en Maria Pavlidou | María José Martínez Sánchez en Lourdes Domínguez Lino | Valentina Sassi en Nathalie Viérin |

## Medaillespiegel
| Plaats | Land        | Goud | Zilver | Brons | Totaal |
| 1      | Griekenland | 3    | 1      | 0     | 4      |
| 2      | Marokko     | 1    | 0      | 2     | 3      |
| 3      | Italië      | 0    | 1      | 1     | 2      |
| 3      | Spanje      | 0    | 1      | 1     | 2      |
| 5      | Algerije    | 0    | 1      | 0     | 1      |
| Totaal | Totaal      | 4    | 4      | 4     | 12     |

1963 · 1967 · 1971 · 1975 · 1979 · 1983 · 1987 · 1991 · 1993 · 1997 · 2001 · 2005 · 2009 · 2013 · 2018 · 2022
Atletiek · Basketbal · Bocce · Boksen · Gewichtheffen · Golf · Gymnastiek · Handbal · Judo · Karate · Roeien · Schermen · Schietsport · Tafeltennis · Tennis · Voetbal · Volleybal · Waterpolo · Wielersport · Worstelen · Zeilen · Zwemmen